# Marea Cometă din septembrie 1882
Marea Cometă din septembrie 1882, cunoscută oficial ca C/1882 R1, este o cometă razantă la Soare, care aparține grupului lui Kreutz.

## Descoperirea
Cometa a devenit brusc vizibilă cu ochiul liber la 1 septembrie 1882 și a fost semnalată pentru prima dată de către numeroase persoane de la Capul Bunei Speranțe și de la Golful Guineii.
Primul astronom care  a observat cometa a fost William Henry Finlay din Cape Town în Africa de Sud, în noaptea de 7 spre 8 septembrie.

### Periheliul
Cometa se apropia rapid de periheliu atunci când a fost descoperită. La periheliu, cometa a fost estimată că ar fi fost doar la 300.000 mile de la suprafața Soarelui. Studiile orbitale ulterioare au stabilit că a fost o cometă din grupul Kreutz, una care trece extrem de aproape de suprafața Soarelui. 
Pentru mai multe ore, la trecerea la periheliu, cometa a devenit atât de strălucitoare încât a fost posibil să fie observată în plină zi la 3° de Soare, cometa aceasta ajungând la o magnitudine estimată de -17.

### Evoluția cometei
Nucleul cometei s-a spart în cinci bucăți.
În octombrie, coada cometei se întindea pe circa 30°. Ea a rămas vizibilă cu ochiul liber până în luna martie 1883. Ultima observație cu un telescop a fost făcută  de Benjamin Apthorp Gould la  1 iunie.
Studiul cometei arată că aparține grupului lui Kreutz și că ieșise probabil din fragmentarea unei comete mai mari observate în 1106 (X/1106 C 1), ca și cometa Ikeya-Seki care a apărut cel mai aproape de Soare în 1965.